# Segunda Categoría de El Oro 2015
El Campeonato Provincial de Segunda Categoría de El Oro Copa Víctor Quirola F. 2015 fue un torneo de fútbol en Ecuador en el cual compitieron equipos de la Provincia de El Oro. El torneo fue organizado por la Asociación de Fútbol Profesional de El Oro (AFO) y avalado por la Federación Ecuatoriana de Fútbol, entregó 2 cupos para el Zonal de Segunda Categoría por el ascenso a la Serie B. El torneo empezó el 4 de abril de 2015 y finalizó el 18 de julio de 2015.

## Sistema de campeonato
El sistema determinado por la Asociación de Fútbol Profesional de El Oro fue el siguiente:
- Primera fase: Los 12 clubes fueron divididos en 3 grupos de 4 equipos cada uno, se jugaron 6 fechas en un sistema de todos contra todos, donde los 2 primeros de cada grupo pasaron a la siguiente ronda.

- Hexagonal Final: Se jugó con los 2 mejores equipos de los 3 grupos de la fase anterior, así mismo todos contra todos en un total de 10 fechas, donde los 2 primeros clasificaron a los Zonales de Ascenso; el primero fue campeón y el segundo vicecampeón.

## Equipos participantes
| Equipos participantes                        | Equipos participantes | Equipos participantes                              |
| -------------------------------------------- | --------------------- | -------------------------------------------------- |
|                                              |                       |                                                    |
| Equipo                                       | Ciudad                | Estadio                                            |
| Club Social y Deportivo Audaz Octubrino      | Machala               | Estadio 9 de Mayo                                  |
| Club Atlético Mineiro                        | Huaquillas            | Estadio Humberto Arteta                            |
| Club ATV Piñas                               | Piñas                 | Estadio de la Liga Deportiva Cantonal de Portovelo |
| Club Deportivo Cantera del Jubones           | Pasaje                | Estadio Carlos Falquez Batallas                    |
| Club Social y Deportivo Comercial Huaquillas | Huaquillas            | Estadio Humberto Arteta                            |
| Club Deportivo Balsas                        | Balsas                | Estadio de la Liga Deportiva Cantonal de Balsas    |
| Club Social Deportivo Bolívar                | Puerto Bolívar        | Estadio Miguel Arreaga                             |
| Huaquillas Fútbol Club                       | Huaquillas            | Estadio Humberto Arteta                            |
| Orense Sporting Club                         | Machala               | Estadio 9 de Mayo                                  |
| Parma Fútbol Club                            | Machala               | Estadio 9 de Mayo                                  |
| Santos Fútbol Club                           | El Guabo              | Estadio José María Mora                            |
| Santa Rosa Fútbol Club                       | Santa Rosa            | Estadio Carlos Nieto Pesántez                      |

## Equipos por Cantón
| Cantón     | N.º | Equipos                                                              |
| ---------- | --- | -------------------------------------------------------------------- |
| Machala    | 4   | Audaz Octubrino, Deportivo Bolívar, Parma FC y Orense Sporting Club  |
| Huaquillas | 3   | Comercial Huaquillas, Club Atlético Mineiro y Huaquillas Fútbol Club |
| El Guabo   | 1   | Santos FC                                                            |
| Santa Rosa | 1   | Santa Rosa Fútbol Club                                               |
| Pasaje     | 1   | Cantera del Jubones                                                  |
| Piñas      | 1   | Club ATV Piñas                                                       |
| Balsas     | 1   | Deportivo Balsas                                                     |

## Primera fase

### Grupo 1

#### Clasificación
|  |    | Equipo              | PJ | PG | PE | PP | GF | GC | DG  | PTS |
|  | -- | ------------------- | -- | -- | -- | -- | -- | -- | --- | --- |
|  | 1. | Orense S.C.         | 6  | 4  | 2  | 0  | 11 | 2  | +9  | 14  |
|  | 2. | Audaz Octubrino     | 6  | 3  | 2  | 1  | 7  | 5  | +2  | 11  |
|  | 3. | Cantera del Jubones | 6  | 2  | 2  | 2  | 12 | 5  | +7  | 8   |
|  | 4. | Santa Rosa F.C.     | 6  | 0  | 0  | 6  | 2  | 20 | -18 | 0   |

|  | Clasificado al Hexagonal final. |

#### Evolución de la clasificación
| Equipo / Jornada    | 01 | 02 | 03 | 04 | 05 | 06 |
| ------------------- | -- | -- | -- | -- | -- | -- |
| Orense S.C.         | 1  | 1  | 1  | 1  | 1  | 1  |
| Audaz Octubrino     | 2  | 3  | 2  | 2  | 2  | 2  |
| Cantera del Jubones | 3  | 2  | 3  | 3  | 3  | 3  |
| Santa Rosa F.C.     | 4  | 4  | 4  | 4  | 4  | 4  |

#### Resultados
|  | Santa Rosa F.C.     | 0 - 3 | Orense S.C.     |  | Carlos Nieto Pesántez   | 4 de abril | 20:00 |
|  | Cantera del Jubones | 0 - 1 | Audaz Octubrino |  | Carlos Falquez Batallas | 4 de abril | 20:00 |

|  | Audaz Octubrino | 0 - 2 | Orense S.C.         |  | 9 de Mayo             | 10 de abril | 20:00 |
|  | Santa Rosa F.C. | 0 - 3 | Cantera del Jubones |  | Carlos Nieto Pesántez | 12 de abril | 10:00 |

|  | Orense S.C.     | 2 - 2 | Cantera del Jubones |  | Complejo Euclides Palacios | 18 de abril | 16:00 |
|  | Audaz Octubrino | 1 - 0 | Santa Rosa F.C.     |  | 9 de Mayo                  | 18 de abril | 20:00 |

|  | Cantera del Jubones | 0 - 1 | Orense S.C.     |  | Carlos Falquez Batallas | 24 de abril | 20:00 |
|  | Santa Rosa F.C.     | 2 - 4 | Audaz Octubrino |  | Carlos Nieto Pesántez   | 25 de abril | 20:30 |

|  | Cantera del Jubones | 6 - 0 | Santa Rosa F.C. |  | Carlos Falquez Batallas | 2 de mayo | 15:30 |
|  | Orense S.C.         | 0 - 0 | Audaz Octubrino |  | 9 de Mayo               | 2 de mayo | 20:00 |

|  | Orense S.C.     | 3 - 0 | Santa Rosa F.C.     |  | Complejo Euclides Palacios | 9 de mayo  | 16:00 |
|  | Audaz Octubrino | 1 - 1 | Cantera del Jubones |  | 9 de Mayo                  | 10 de mayo | 15:00 |

### Grupo 2

#### Clasificación
|  |    | Equipo            | PJ | PG | PE | PP | GF | GC | DG  | PTS |
|  | -- | ----------------- | -- | -- | -- | -- | -- | -- | --- | --- |
|  | 1. | Deportivo Bolívar | 6  | 3  | 3  | 0  | 18 | 4  | +14 | 12  |
|  | 2. | Atlético Mineiro  | 6  | 3  | 2  | 1  | 13 | 6  | +7  | 11  |
|  | 3. | Santos F.C.       | 6  | 3  | 1  | 2  | 14 | 8  | +6  | 10  |
|  | 4. | Huaquillas F.C.   | 6  | 0  | 0  | 6  | 2  | 29 | -27 | 0   |

|  | Clasificado al Hexagonal final. |

#### Evolución de la clasificación
| Equipo / Jornada  | 01 | 02 | 03 | 04 | 05 | 06 |
| ----------------- | -- | -- | -- | -- | -- | -- |
| Deportivo Bolívar | 2  | 2  | 2  | 2  | 1  | 1  |
| Atlético Mineiro  | 3  | 1  | 1  | 1  | 2  | 2  |
| Santos F.C.       | 1  | 3  | 3  | 3  | 3  | 3  |
| Huaquillas F.C.   | 4  | 4  | 4  | 4  | 4  | 4  |

#### Resultados
|  | Deportivo Bolívar | 2 - 2 | Atlético Mineiro |  | Miguel Arreaga  | 4 de abril | 20:00 |
|  | Huaquillas F.C.   | 0 - 4 | Santos F.C.      |  | Humberto Arteta | 4 de abril | 20:00 |

|  | Deportivo Bolívar | 3 - 1 | Huaquillas F.C. |  | Miguel Arreaga  | 11 de abril | 20:00 |
|  | Atlético Mineiro  | 3 - 0 | Santos F.C.     |  | Humberto Arteta | 11 de abril | 20:00 |

|  | Santos F.C.     | 1 - 3 | Deportivo Bolívar |  | José María Mora | 18 de abril | 19:30 |
|  | Huaquillas F.C. | 1 - 3 | Atlético Mineiro  |  | Humberto Arteta | 18 de abril | 20:00 |

|  | Atlético Mineiro  | 3 - 0 | Huaquillas F.C. |  | Humberto Arteta | 24 de abril | 20:00 |
|  | Deportivo Bolívar | 0 - 0 | Santos F.C.     |  | Miguel Arreaga  | 25 de abril | 20:00 |

|  | Santos F.C.     | 3 - 2  | Atlético Mineiro  |  | José María Mora | 2 de mayo | 20:00 |
|  | Huaquillas F.C. | 0 - 10 | Deportivo Bolívar |  | Humberto Arteta | 3 de mayo | 15:00 |

|  | Atlético Mineiro | 0 - 0 | Deportivo Bolívar |  | Humberto Arteta | 9 de mayo | 15:30 |
|  | Santos F.C.      | 6 - 0 | Huaquillas F.C.   |  | José María Mora | 9 de mayo | 15:30 |

### Grupo 3

#### Clasificación
|  |    | Equipo               | PJ | PG | PE | PP | GF | GC | DG  | PTS |
|  | -- | -------------------- | -- | -- | -- | -- | -- | -- | --- | --- |
|  | 1. | Parma F.C.           | 6  | 6  | 0  | 0  | 24 | 0  | +24 | 18  |
|  | 2. | ATV Piñas            | 6  | 3  | 1  | 2  | 10 | 7  | +3  | 10  |
|  | 3. | Comercial Huaquillas | 6  | 2  | 1  | 3  | 7  | 16 | -9  | 7   |
|  | 4. | Deportivo Balsas     | 6  | 0  | 0  | 6  | 0  | 18 | -18 | 0   |

|  | Clasificado al Hexagonal final.                     |
|  | Dep. Balsas perdió la categoría por no presentarse. |

#### Evolución de la clasificación
| Equipo / Jornada     | 01 | 02 | 03 | 04 | 05 | 06 |
| -------------------- | -- | -- | -- | -- | -- | -- |
| Parma F.C.           | 2  | 1  | 1  | 1  | 1  | 1  |
| ATV Piñas            | 1  | 3  | 2  | 2  | 3  | 2  |
| Comercial Huaquillas | 3  | 2  | 3  | 3  | 2  | 3  |
| Deportivo Balsas     | 4  | 4  | 4  | 4  | 4  | 4  |

#### Resultados
|  | Parma F.C.       | 2 - 0 | Comercial Huaquillas |  | Carlos Falquez Batallas | 4 de abril | 14:00 |
|  | Deportivo Balsas | 0 - 3 | ATV Piñas            |  | Complejo AFO            | 5 de abril | 16:00 |

|  | Comercial Huaquillas | 3 - 0 | Deportivo Balsas |  | Humberto Arteta   | 10 de abril | 16:00 |
|  | ATV Piñas            | 0 - 5 | Parma F.C.       |  | Luis Rubén Pasaca | 11 de abril | 15:00 |

|  | ATV Piñas        | 3 - 0 | Comercial Huaquillas |  | Luis Rubén Pasaca | 18 de abril | 15:00 |
|  | Deportivo Balsas | 0 - 3 | Parma F.C.           |  | - - - -           | Cancelado   | --:-- |

|  | Comercial Huaquillas | 1 - 1 | ATV Piñas        |  | Humberto Arteta | 25 de abril | 20:30 |
|  | Parma F.C.           | 3 - 0 | Deportivo Balsas |  | - - - -         | Cancelado   | --:-- |

|  | Parma F.C.       | 1 - 0 | ATV Piñas            |  | Carlos Falquez Batallas | 1 de mayo | 20:00 |
|  | Deportivo Balsas | 0 - 3 | Comercial Huaquillas |  | - - - -                 | Cancelado | --:-- |

|  | Comercial Huaquillas | 0 - 10 | Parma F.C.       |  | Humberto Arteta | 8 de mayo | 20:00 |
|  | ATV Piñas            | 3 - 0  | Deportivo Balsas |  | - - - -         | Cancelado | --:-- |

## Hexagonal Final

### Clasificación
|  |    | Equipo            | PJ | PG | PE | PP | GF | GC | DG  | PTS |
|  | -- | ----------------- | -- | -- | -- | -- | -- | -- | --- | --- |
|  | 1. | Orense S.C.       | 10 | 6  | 3  | 1  | 31 | 14 | +17 | 21  |
|  | 2. | Atlético Mineiro  | 10 | 6  | 1  | 3  | 20 | 11 | +9  | 19  |
|  | 3. | Audaz Octubrino   | 10 | 5  | 4  | 1  | 18 | 9  | +9  | 19  |
|  | 4. | Deportivo Bolívar | 9  | 3  | 4  | 2  | 15 | 14 | +1  | 13  |
|  | 5. | Parma F.C.        | 10 | 2  | 2  | 6  | 11 | 17 | -6  | 8   |
|  | 6. | ATV Piñas         | 9  | 0  | 0  | 9  | 3  | 33 | -30 | 0   |

|  | Campeón y clasificado a los zonales de Segunda Categoría 2015.     |
|  | Vicecampeón y clasificado a los zonales de Segunda Categoría 2015. |

### Evolución de la clasificación
| Equipo / Jornada  | 01 | 02 | 03 | 04 | 05 | 06 | 07 | 08 | 09 | 10 |
| ----------------- | -- | -- | -- | -- | -- | -- | -- | -- | -- | -- |
| Orense S.C.       | 2  | 1  | 1  | 1  | 2  | 4  | 2  | 2  | 2  | 1  |
| Atlético Mineiro  | 6  | 4  | 4  | 4  | 3  | 2  | 1  | 1  | 1  | 2  |
| Audaz Octubrino   | 3  | 3  | 2  | 3  | 4  | 3  | 3  | 3  | 3  | 3  |
| Deportivo Bolívar | 1  | 2  | 3  | 2  | 1  | 1  | 4  | 4  | 4  | 4  |
| Parma F.C.        | 4  | 5  | 5  | 5  | 5  | 5  | 5  | 5  | 5  | 5  |
| ATV Piñas         | 5  | 6  | 6  | 6  | 6  | 6  | 6  | 6  | 6  | 6  |

### Resultados
|  | Parma F.C.        | 0 - 1 | Audaz Octubrino  |  | 9 de Mayo      | 16 de mayo | 20:00 |
|  | Orense S.C.       | 3 - 0 | Atlético Mineiro |  | 9 de Mayo      | 17 de mayo | 15:00 |
|  | Deportivo Bolívar | 4 - 1 | ATV Piñas        |  | Miguel Arreaga | 17 de mayo | 15:30 |

|  | Audaz Octubrino  | 2 - 2 | Deportivo Bolívar |  | 9 de Mayo         | 22 de mayo | 20:00 |
|  | ATV Piñas        | 0 - 4 | Orense S.C.       |  | Luis Rubén Pasaca | 23 de mayo | 15:00 |
|  | Atlético Mineiro | 2 - 0 | Parma F.C.        |  | Humberto Arteta   | 23 de mayo | 20:30 |

|  | Audaz Octubrino   | 4 - 0 | ATV Piñas        |  | 9 de Mayo      | 29 de mayo | 20:00 |
|  | Parma F.C.        | 1 - 1 | Orense S.C.      |  | 9 de Mayo      | 30 de mayo | 20:30 |
|  | Deportivo Bolívar | 1 - 0 | Atlético Mineiro |  | Miguel Arreaga | 31 de mayo | 15:30 |

|  | ATV Piñas        | 1 - 2 | Parma F.C.        |  | Luis Rubén Pasaca | 5 de junio | 20:00 |
|  | Orense S.C.      | 4 - 4 | Deportivo Bolívar |  | 9 de Mayo         | 6 de junio | 20:00 |
|  | Atlético Mineiro | 2 - 1 | Audaz Octubrino   |  | Humberto Arteta   | 6 de junio | 20:30 |

|  | Parma F.C.  | 0 - 1 | Deportivo Bolívar |  | 9 de Mayo         | 12 de junio | 20:00 |
|  | Orense S.C. | 2 - 2 | Audaz Octubrino   |  | 9 de Mayo         | 13 de junio | 20:00 |
|  | ATV Piñas   | 1 - 4 | Atlético Mineiro  |  | Luis Rubén Pasaca | 14 de junio | 15:00 |

|  | Audaz Octubrino   | 1 - 0 | Orense S.C. |  | 9 de Mayo       | 19 de junio | 20:00 |
|  | Deportivo Bolívar | 1 - 1 | Parma F.C.  |  | Miguel Arreaga  | 20 de junio | 16:00 |
|  | Atlético Mineiro  | 2 - 0 | ATV Piñas   |  | Humberto Arteta | 20 de junio | 20:30 |

|  | Parma F.C.        | 3 - 0 | ATV Piñas        |  | Complejo AFO   | 26 de junio | 15:00 |
|  | Audaz Octubrino   | 1 - 1 | Atlético Mineiro |  | 9 de Mayo      | 26 de junio | 20:00 |
|  | Deportivo Bolívar | 1 - 2 | Orense S.C.      |  | Miguel Arreaga | 28 de junio | 16:00 |

|  | ATV Piñas        | 0 - 3 | Audaz Octubrino   |  | Luis Rubén Pasaca | 3 de julio | 20:30 |
|  | Orense S.C.      | 4 - 3 | Parma F.C.        |  | 9 de Mayo         | 4 de julio | 20:00 |
|  | Atlético Mineiro | 3 - 0 | Deportivo Bolívar |  | Humberto Arteta   | 4 de julio | 20:30 |

|  | Parma F.C.        | 0 - 4 | Atlético Mineiro |  | Complejo AFO   | 11 de julio | 15:00 |
|  | Orense S.C.       | 7 - 0 | ATV Piñas        |  | 9 de Mayo      | 11 de julio | 20:00 |
|  | Deportivo Bolívar | 1 - 1 | Audaz Octubrino  |  | Miguel Arreaga | 12 de julio | 15:00 |

|  | Atlético Mineiro | 2 - 4 | Orense S.C.       |  | Humberto Arteta | 18 de julio    | 12:00          |
|  | Audaz Octubrino  | 2 - 1 | Parma F.C.        |  | 9 de Mayo       | 18 de julio    | 12:00          |
|  | ATV Piñas        | -     | Deportivo Bolívar |  | No se programó  | No se programó | No se programó |

## Campeón
| |
| |
| Orense Sporting Club 2.° Título Clasifica a los zonales de la Segunda Categoría 2015 - También clasifica Club Atlético Mineiro (Huaquillas) como Vicecampeón. |